# Hethenahalli, Tumkur
Hethenahalli là một làng thuộc tehsil Tumkur, huyện Tumkur, bang Karnataka, Ấn Độ.